# Eschweilera beebei
Eschweilera beebei là một loài thực vật linhin thuộc họ Lecythidaceae.
Loài này chỉ có ở Venezuela.